# 한국동물자원과학회
한국동물자원과학회는 축산에 관한 이론과 기술을 발전, 보급하여 학계,연구계, 산업계, 양축농가의 협력 도모 목적으로 1956년 10월 8일 설립된 대한민국 농림수산식품부 소관의 사단법인이다. 사무실은 서울특별시 강남구 역삼동 635-4, 한국과학기술회관 신관 909호에 있다.

## 주요 사업
- 학술발표회, 강연회 및 강습회의 개최
- 학회지, 기타 도서 및 기술자료의 발간 및 배부
- 축산 및 관련분야의 장려와 우수업적의 시상
- 기타 이 회의 목적달성을 위한 제 위원회의 구성 및 필요한 사업